# Бумажные города (фильм)
«Бумажные города» (англ. Paper Towns) — американский художественный фильм в жанре романтической комедийной драмы режиссёра Джейка Шрейера, вышедший в 2015 году. Сценарий фильма основан на одноимённой книге Джона Грина. Фильм вышел в прокат 23 июля 2015 года.

## Сюжет
Квентин «Кью» Джейкобсен живёт в Орландо по соседству с Марго Рот Шпигельман, его подругой детства, с которой они в последнее время мало общаются, но он все равно сохраняет к ней чувства. Марго успешная девушка и у неё роман с первым парнем класса. Квентин проводит время в компании «ботаников» Бена и Радара. Однажды, уже незадолго до выпускного, Марго пробирается ночью через окно в комнату и предлагает Квентину принять участие в «карательной» операции. Дело в том, что её уже бывший парень изменял ей в течение нескольких месяцев с её подругой, а остальные молчали. После мести, состоявшей в нескольких непристойных шутках над изменником, Марго и Квентин едут в банк, где Марго «своя». Смотря в окно, Марго говорит Кью, что это всё бумажный город, бумажные люди и намекает на то, что она сама бумажная. На следующий день она не появляется в школе, как и последующие несколько дней.
Постепенно Кью находит зашифрованные подсказки Марго и вычисляет, что она находится в штате Нью-Йорк в «бумажном городе» Эглоу. Вместе со своими друзьями, девушкой одного из них Анджелой и единственной подругой Марго Лэйси, которая не предала её, он отправляется за возлюбленной. В дороге ребята невероятно сближаются. Они находят то место, где должна быть Марго, но не обнаруживают её там. Квентин говорит друзьям, чтобы они ехали на выпускной, а сам пытается найти девушку. Но, опустив руки, он покупает билет на автобус и неожиданно встречает Марго. Та удивлена, что тот приехал сюда, ведь она оставляла эти подсказки, чтобы объяснить, что ничего не случилось и всё хорошо. Квентин наконец признаётся Марго в своих чувствах к ней, но та говорит, что он не может любить и понимать её, ведь она сама даже не знает, для чего она здесь. Сажая Кью на автобус до дома, Марго предлагает ему остаться с ней, но тот отказывается.
Кью приезжает домой, идёт на выпускной бал и понимает, что его счастье — это его друзья. В конце показано прощание трёх друзей, уезжающих в колледж. При этом Квентин рассказывает о Марго. То она была в Нью-Йорке в качестве актрисы, то в Малибу в качестве учителя по сёрфингу. Но Квентин говорит, что больше ничего не знает о ней. Теперь он следует своей судьбе и больше не живёт слухами.

## В ролях
- Нэт Вулфф — Квентин «Кью» Джейкобсен
- Кара Делевинь — Марго Рот Шпигельман
- Джастис Смит — Маркус Линкольн, он же Радар
- Остин Абрамс — Бен Старлинг
- Хелстон Сейдж — Лэйси Пэмбертон
- Джаз Синклер — Анджела
- Кара Буоно — миссис Джейкобсен
- Кэйтлин Карвер — Бекка Аррингтон
- Гриффин Фриман — Джейсон «Джейс» Ворзингтон
- Мэг Кросби — Руфи Шпигельман
- Энсел Эльгорт — Мейсон, продавец в придорожном магазине

## Производство
24 марта 2014 года Джон Грин анонсировал, что над фильмом будет работать та же команда, что работала над фильмом «Виноваты звёзды», а главную роль исполнит Нэт Вулфф. Съёмки начались в ноябре 2014 года и проходили в городе Шарлотт, Северная Каролина.

## Критика
Фильм получил смешанные отзывы критиков. На сайте Rotten Tomatoes на основе 140 рецензий со средним баллом 5,8 из 10 фильм получил оценку 60 %. На сайте Metacritic фильм имеет оценку 56 балла из 100 на основе рецензий 34 критиков, что соответствует статусу «смешанные или средние отзывы».